# Церква святого Юра (Дуліби)
Це́рква свято́го Ю́ра — чинна греко-католицька парафіяльна церква у селі Дуліби, Стрийського району, Львівської області.

## Розташування

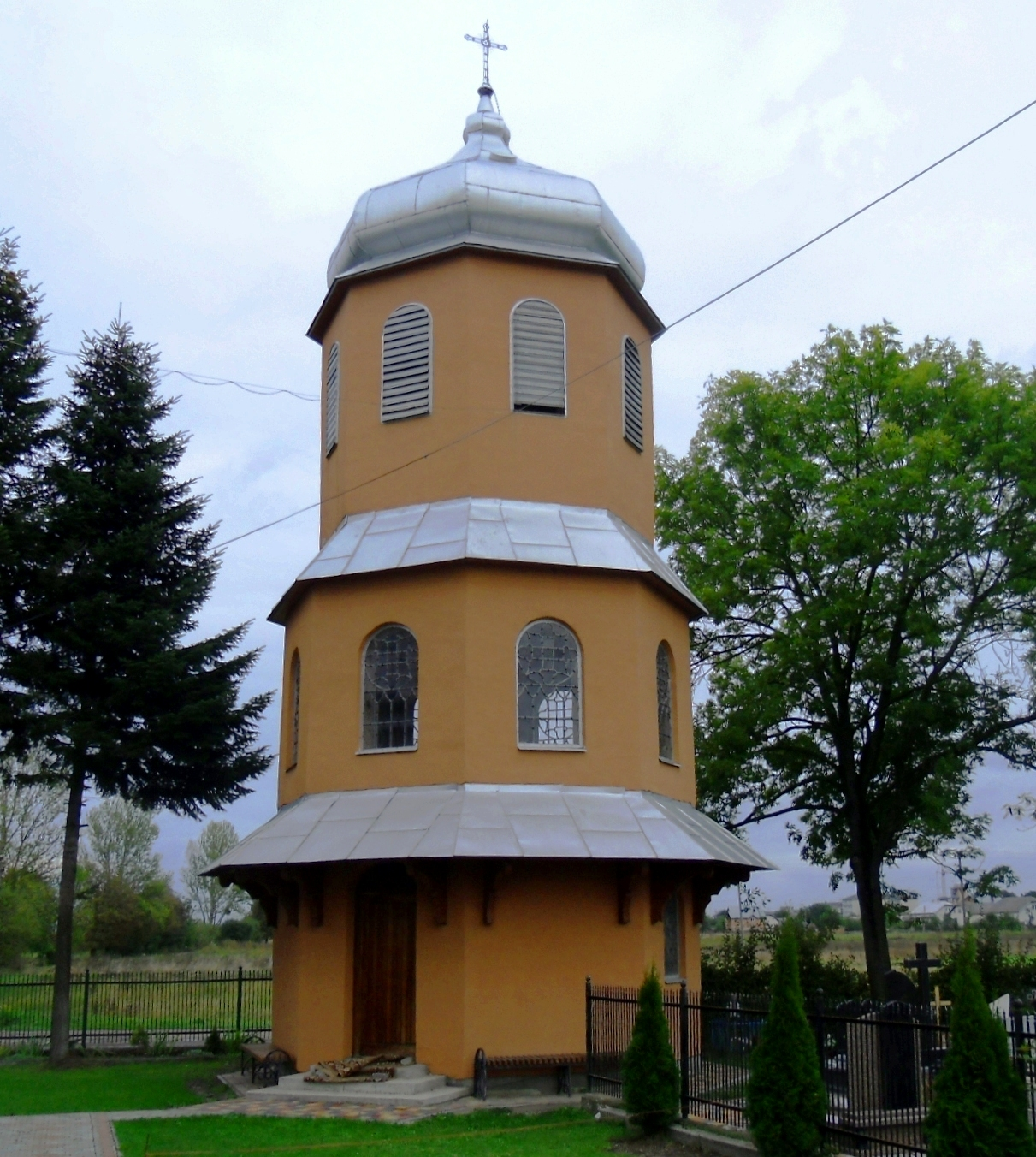
Сучасна дзвіниця церкви

Знаходиться віддалено на північний захід від села, неподалік від Середньої загальноосвітньої школи-гімназії ім. Маркіяна Шашкевича та дороги до села Грабовець.

## Історія

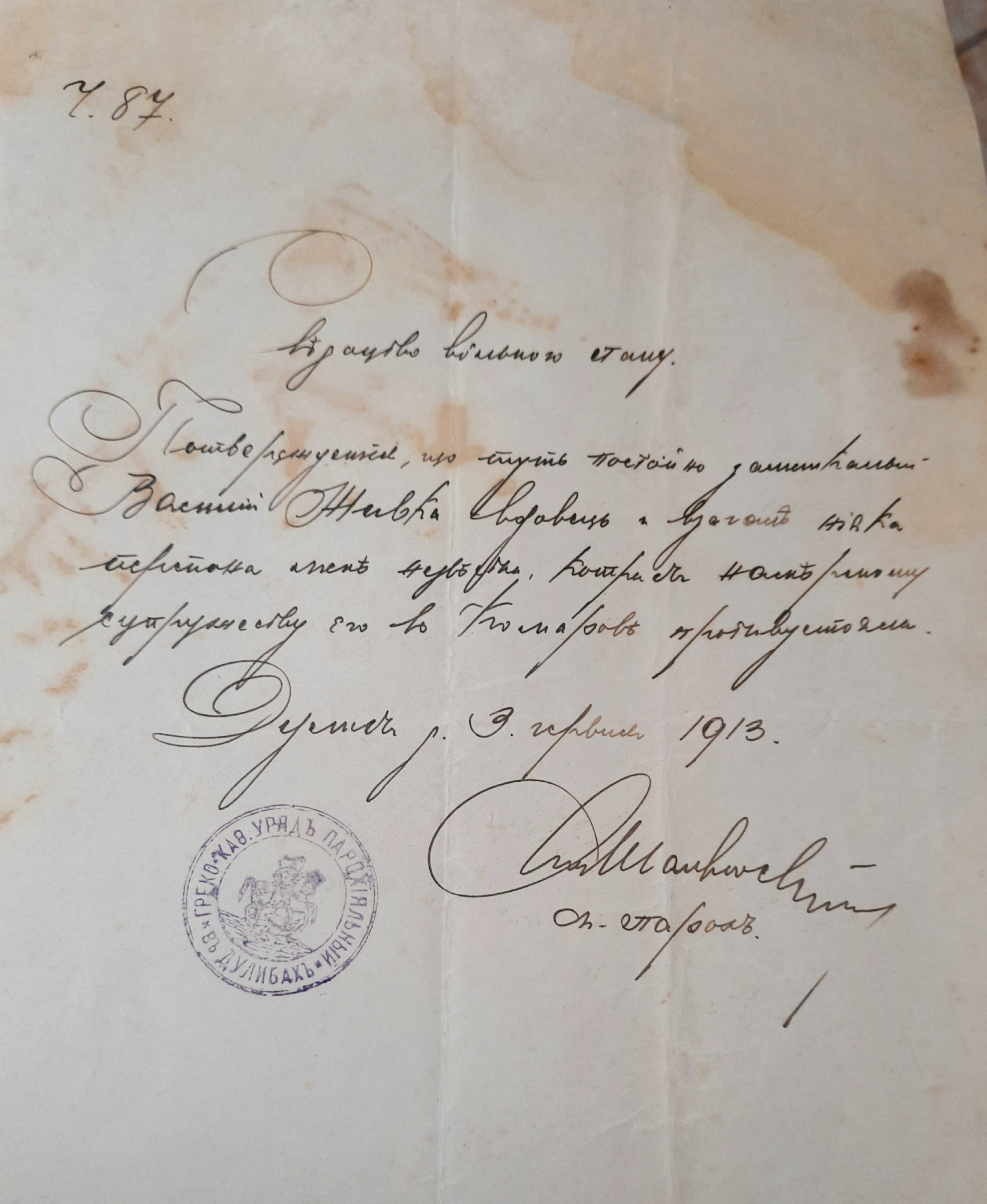
Документ з парафіяльного архіву с. Дуліби за підписом священника Петра Шанковського

Поміж селами Дуліби та Грабовець (на кладовищі) була спільна для обох сіл церква св. вмч. Юрія збудована у 1828 році. 21 жовтня 1920 року церква згоріла (припускають, що пожежу спричинив паламар, який не загасив усіх свічок після Служби Божої). Після цього на приходстві в с. Дуліби побудували каплицю.
Нову церкву селяни хотіли збудувати в селі, але тодішній парох о. Петро Шанковський наполіг на будівництві споруди на старому місці. Дерев'яний храм св. вмч. Юрія збудований на пожертвування парафіян, вихідців із села, що жили у Канаді та США, а також коштів, виручених з продажу частини церковного поля у с. Грабовець. Спорудження церкви розпочав у 1921 році Турчинюк Василь Іванович. Усі різьби майстер робив сам: кіот, горне сідалище, бічні престоли, запрестольне крісло, всі двері з обох сторін, бабинець, екстер'єрні хрести, хори, усі картини та ін. Рукописна історія церкви зафіксувала цю подію так: «Дулиш Степан Михайлович брав участь в будові церкви разом з покійними братами Федором, Петром і Михайлом; Яцем Осташем, Яцем Гуштяком. Коли громада вирішила будувати нову церкву в Дулібах, шукали майстра. Почули, що біля Делятина в с. Луг живе майстер, що будує церкви. Поїхала туди старшина села, оглянути котрусь збудовану ним церкву; церква їм сподобалась і тому з ним договорилися щодо будови церкви в Дулібах. Яке ж було здивування громади, коли приїхав простецький чоловік в гуцульському строю, як показалося, неграмотний. Коли дали йому план будови затверджений староством, навіть не глянув на нього, а сказав: «Нащо мені тих паперів. я на них і так не розуміюся». Це був Турченяк Василь Іванович, якому тоді було 57 років. Турчиняка ті, що з ним працювали і всі селяни Дуліб вважали за надзвичайну (дивну) людину, яка мала своєрідні вірування, дивні відчуття, гіпнотизуючий вплив на других. Він сказав, що коли будується церква, хтось в селі старий, шанований помре. Помер тодішній війт Сушко Микола (26 вересня 1921 р. на 57 році життя). «Ось тепер будова піде і не буде ніякого нещасного випадку. І дійсно, хоч траплялося, що дехто і падав, но травми ніхто не діставав. Членам своєї бригади пояснив рано, що мають робити і вони робили, хоч ніхто з них на такій великій будові досі не робив. Сам Турченяк цілими днями різьбив. Одного дня перервав роботу і сказав, що їде додому, бо жінка захворіла. Ніхто його не повідомляв, але жінка дійсно була хворою. Дуже злостився, коли хтось йому роботу переривав. Всі різьби робив сам. Дулиш твердить, що Турчиняк ніколи не робив на дереві рисунку, а зразу різьбив, хоч різьба складна. Цікаве й те, що він не мав купленого різьбярського приладдя, а сам собі робив у кузні потрібні йому долота, на око дуже примітивні. Шнуром вимірював, бив патики в землю, після чого різали дерево і складали на свої місця% куполи виходили наславу. Треба сказати, що інженерні помилки в будові є; немає симетрії, півкруг апсиди неправильний, стіни вигнулись. Головна копула восьмикутна, но всі кути різні, бо відповідно сторони трикутників мають такі розміри: 225 см, 225 см, 230 см, 215 см, 228 см, 224 см, 232 см, 228 см». Василь Турчиняк спроєктував макет церкви у півлітровій банці. Церква збудована у вигляді хреста та звернена на схід. У 1928 році о. Михайло Матковський спільно з іншими священниками, на подвір'ї церкви, освятили дзвін. Семираменний свічник у церкві виготовив Йосиф Павлишин з с. Добрівляни, що біля Ходорова. Він також розпочав встановлення іконостаса в церкві. Йому вдалося виготовити каркас іконостаса, нижній ярус і царські врата. Все решта впродовж десяти років робив і різьбив Григорій Войтович. Роботи з іконостасом закінчились у 1978 році. 

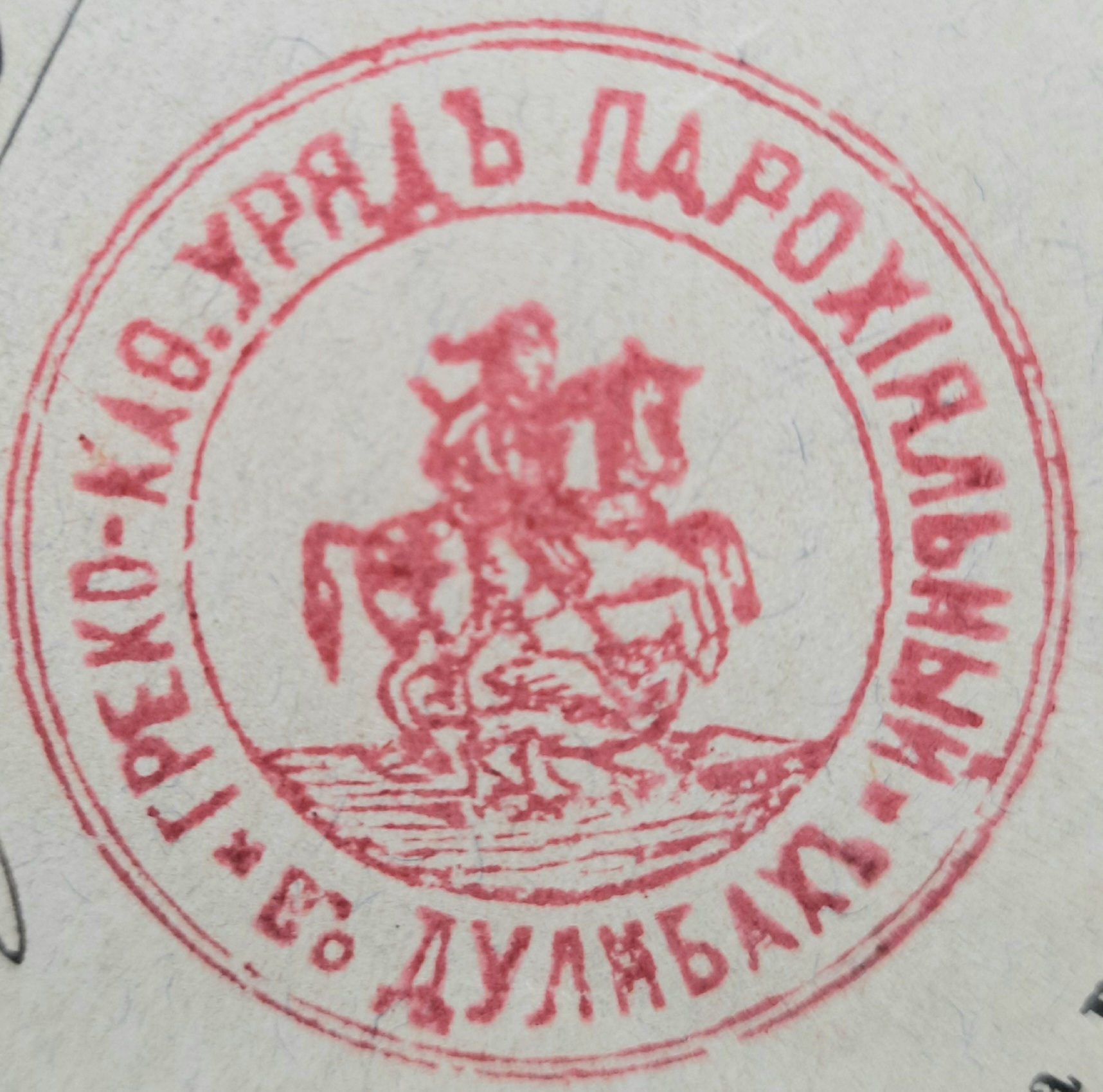

Парафіяльний уряд с. Дуліби до 1920-х років використовував печатку на якій зображено святого великомученика Юрія зі списом на коні. Пізніше цю печатку замінили і вона містила зображення хреста.

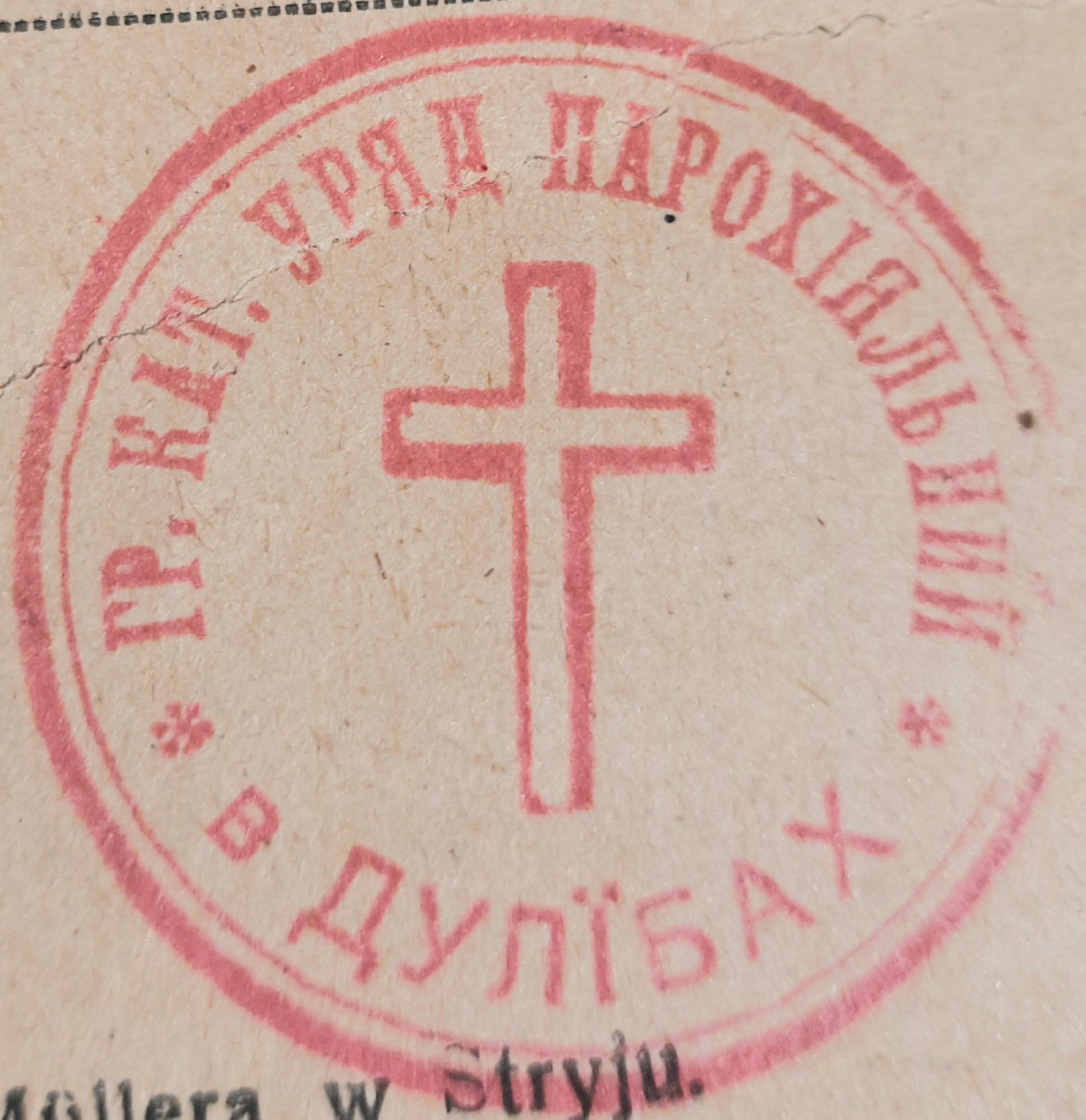

Від часу побудови церкви святого Юра у ній правили священники:
- 1862—1900 рр. — о. Лев Шанковський;
- 1900—1925 рр. — о. Петро Шанковський;
- 1925—1953 рр. — о. Михайло Матковський;
- 1954—1961 рр. — о. Микола Пронюк;
- 1961—1993 рр. — о. Михайло Дацишин;
- 1993—2008 рр. — о. Василь Кривецький;
- 2008—2021 рр.  — о. Ігор Задерецький;
- від 2021 р. — о. Олег Кобель[4].